# Air Hamburg
Air Hamburg Luftverkehrsgesellschaft mbH est une compagnie aérienne allemande basée à l'aéroport de Hambourg . Elle propose des vols internationaux charters et utilise des jets d'affaires.

## Aperçu

### Développement

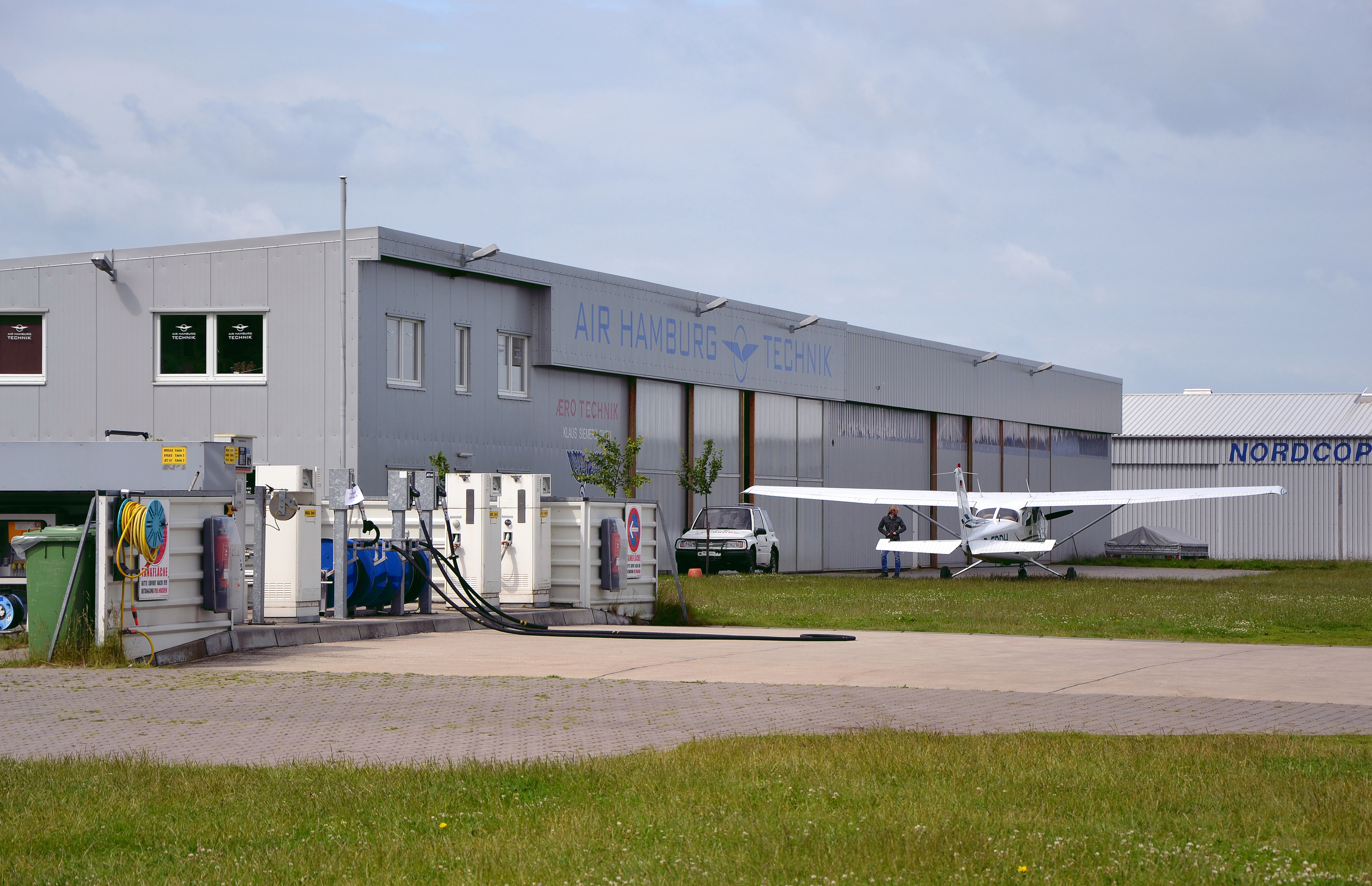
Hangar Air Hamburg à l'aérodrome d'Uetersen

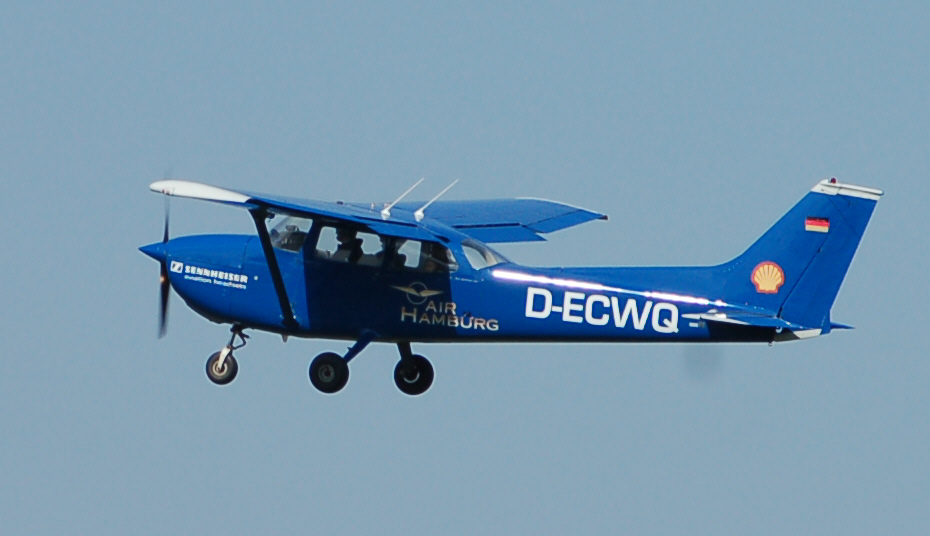
Un ancien Cessna 172 d'Air Hamburg

À l'origine, deux jeunes entrepreneurs Floris Helmers et Alexander Lipsky dirigeaient la Flight School Hamburg, en l'agrandissant ces dernières années. L'entreprise a ajouté des vols touristiques et des vols en taxi vers les îles de la Frise du Nord et de l'Est grâce à sa marque Air Hamburg. De plus, AIR HAMBURG Private Jets a également été créée pour offrir des services d'affrètement de jets d'affaires vers des destinations plus lointaines. La société emploie 400 personnes et propose des vols charters d'affaires et de loisirs dans le monde entier.

### Filiales
Air Hamburg gère les quatre unités commerciales suivantes :
- AIR HAMBURG Private Jets : Avec leur propre flotte composée de 31 jets d'affaires, incl. 1 Dassault Falcon 7X longue portée, 16 Embraer Legacy 600/650 / 650E, 9 Cessna Citation XLS, 4 Embraer Phenom 300 et 1 Cessna Citation CJ2. La société propose des vols charters d'affaires et de loisirs dans le monde entier.
- École de pilotage de Hambourg : l'école de pilotage propose une formation conforme aux directives du JAR-FCL. L'école de pilotage fait partie des FTO (organisation de formation au pilotage) acceptées par la LBA, qui forme des pilotes privés et professionnels. Les licences suivantes peuvent être acquises : PPL (A), IR (A), CPL (A) et ATPL (A).
- AIR HAMBURG Executive Handling : La société propose des "Executive Handling" à l'aéroport de Hambourg .
- Café Himmelsschreiber : Air Hamburg exploite également le Café Himmelsschreiber (en allemand pour skywriter) à côté du centre d'aviation générale (GAT) de l'aéroport de Hambourg.
- AIR HAMBURG Technik : maintenance et hangar appartenant à la société situés à Baden Airpark .

## Destinations
Air Hamburg propose des vols d'affrètement d'affaires et de loisirs dans des destinations à travers le monde entier.

## Flotte

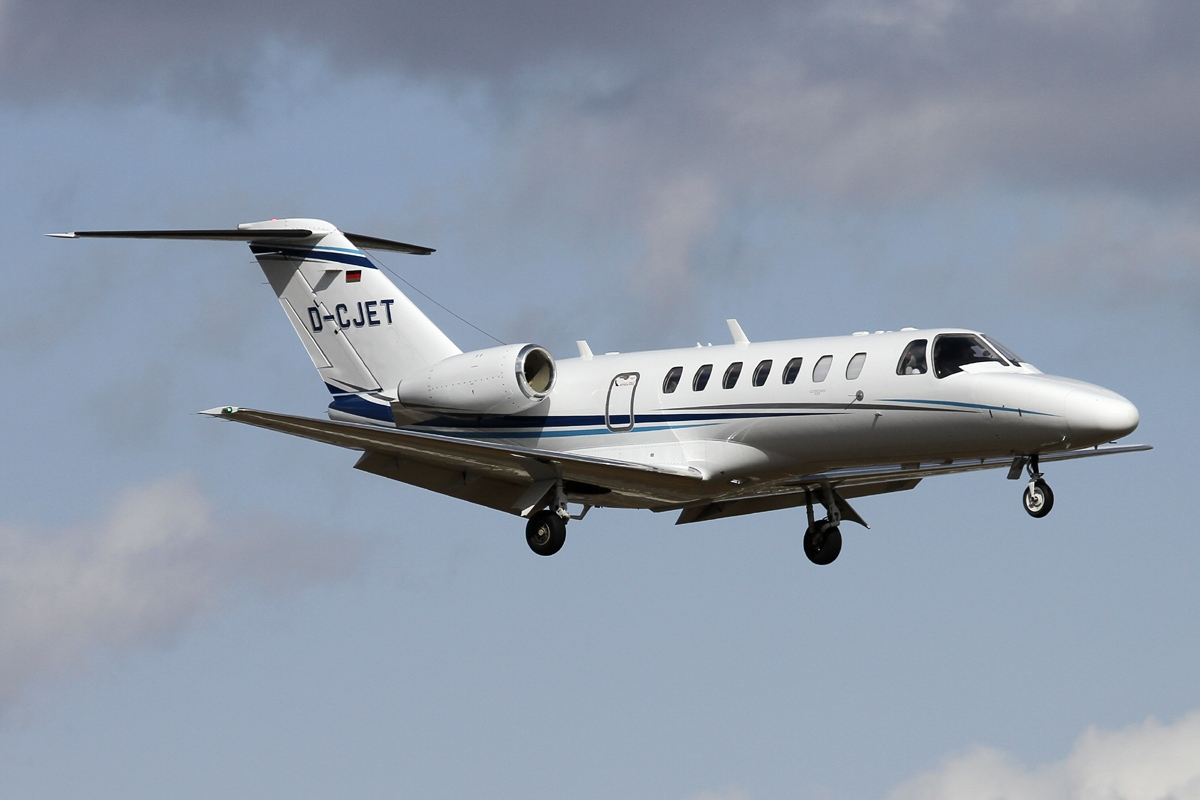
Citation Air Hamburg Cessna

Depuis février 2019, la flotte d'Air Hamburg Business Jet est composée des appareils suivants :
Air Hamburg opère également des Embraer 135 et 145.